# Prytanée national militaire
Il Prytanée national militaire è una scuola francese gestita dall'esercito, che offre un'istruzione regolare di scuola superiore nonché corsi speciali di preparazione all'università, equivalenti come livello ai primi anni di università, per studenti che desiderano entrare nelle accademie militari francesi. La scuola è ubicata nella Francia occidentale nella città di La Flèche.

## Storia
Durante il XVI secolo, Francesca, duchessa di Alençon e nonna del futuro Enrico IV, fondò un castello a La Flèche, dove Antonio di Borbone, re di Navarra, e sua moglie Giovanna d'Albret, futuri genitori di Enrico IV, risiedettero nel 1552. Il castello fu donato ai Gesuiti da Enrico IV nel 1604 per istituire un Collegio sotto il nome di "Collegio Reale Enrico il Grande", al fine di "selezionare e formare le migliori menti del tempo".

### Il Collegio dei Gesuiti (1604-1762)

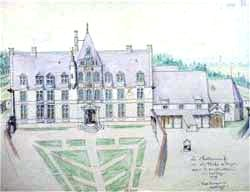
Il castello di La Fléche

I primi Gesuiti lasciarono Pont-à-Mousson il 16 ottobre 1603, e raggiunsero La Flèche il 2 gennaio 1604. Iniziarono ad insegnare grammatica, retorica, latino, greco, ebraico, filosofia, matematica, teologia. Nel maggio 1607 fu emesso un editto di fondazione a Fontainebleau, nel quale l'edificio iniziava a prendere la sua forma attuale.
Il filosofo René Descartes, meglio noto come Cartesio, fu uno dei primi e più illustri studenti della scuola dal 1607 al 1615, e la presentò nel suo famoso Discorso sul metodo con la frase: "Io sono stato in una delle più famose scuole d'Europa".
Il Collegio continuò a espandersi e, alla morte di Enrico IV, fu costruita una vasta chiesa, opera dell'architetto gesuita Étienne Martellange, nella quale furono conservati come reliquie i cuori di Enrico IV e di sua moglie, la regina Maria de' Medici.
Intorno al 1650, il Collegio divenne un centro di erudizione cosmopolita, in quanto "lo visitavano Americani, Indiani, Tartari, Russi e perfino Cinesi" (lo storico Marchant de Burbure nel 1803). Circa 1.500 studenti vivevano a La Flèche, sorvegliati da 120 Gesuiti secondo la regola educativa gesuitica della Ratio Studiorum. Gli studenti venivano preparati a varie funzioni, nella Chiesa (cardinale de Talleyrand), nello Stato (Séguier, Voisin, ecc.), o nell'Esercito (Maresciallo de Guébriant).

### La Scuola dei Cadetti (1764-1776)

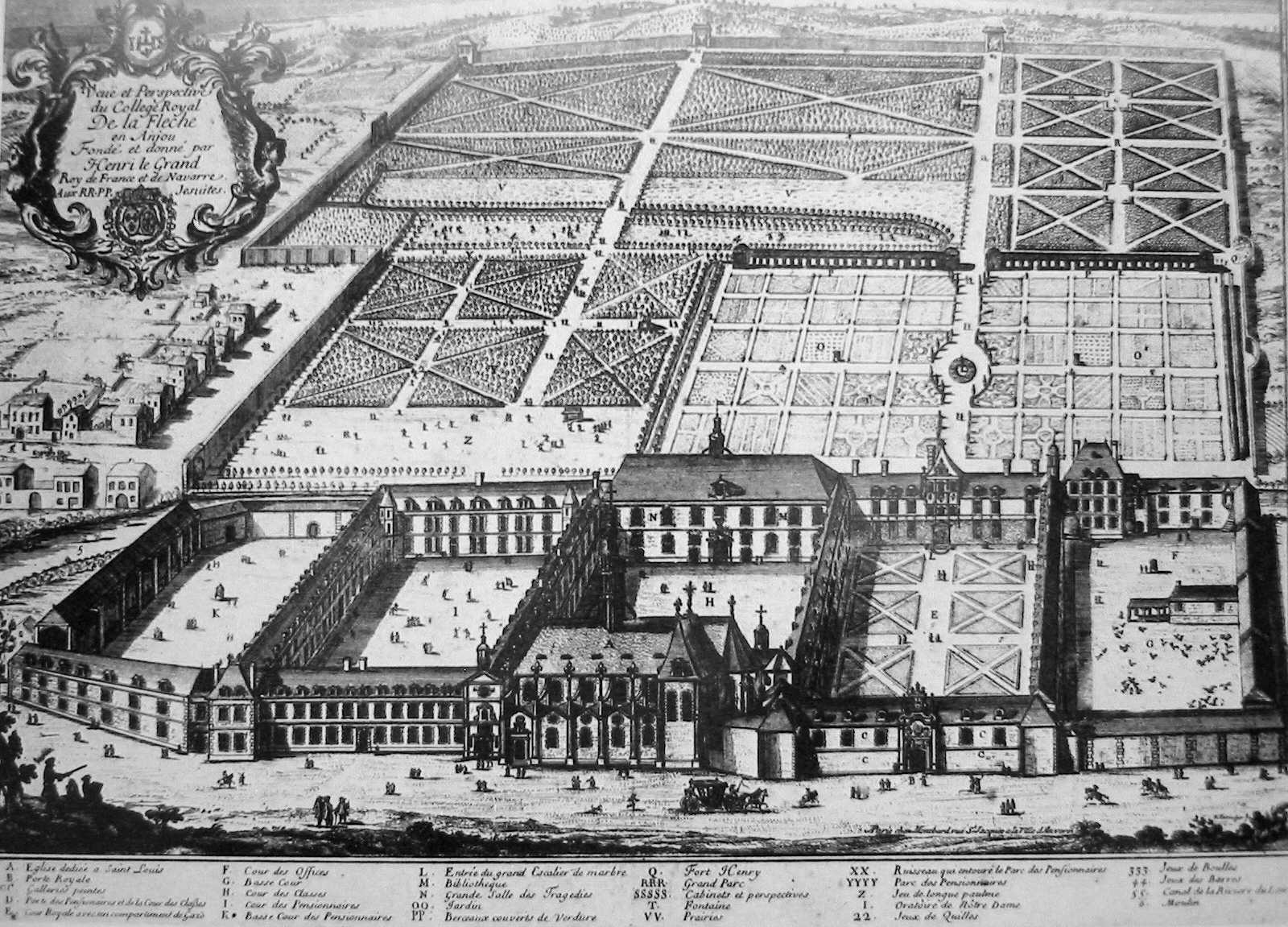
Incisione del Prytanée, XVIII secolo.

Nel 1764, in seguito all'espulsione dei Gesuiti, dopo un intervallo di due anni, la scuola fu trasformata da Luigi XV e Choiseul in una istituzione militare volta a formare giovani cadetti per l'ammissione alla Scuola Militare, la "Scuola dei Cadetti o Scuola militare preparatoria alla Scuola Militare del Campo di Marte". Questi sforzi per creare istituzioni militari erano la conseguenza delle sconfitte militari nella Guerra dei Sette Anni. La scuola era riservata a 250 studenti di nobile estrazione, come pure ai figli di ufficiali che fossero feriti o deceduti in combattimento, e ai figli dei cavalieri di San Luigi.

### Il Collegio (1776-1793)
Nel 1776, il Conte di Saint Germain tentò di chiudere la scuola, ma essa fu ricostituita da Luigi XVI, che ne affidò la gestione ai "Padri della Dottrina cristiana" (Pères de la Doctrine chrétienne). Tra gli altri, essi educarono il futuro generale Bertrand, che accompagnò Napoleone a Sant'Elena, e i due fratelli Chappe, che inventarono il telegrafo ottico.
Il Collegio fu chiuso nel 1793 in seguito all'avvento della Rivoluzione francese. Per un periodo, gli edifici furono utilizzati per vari scopi, diventando ad esempio una calzoleria per l'esercito della Repubblica. Un decreto consolare del 1º germinale anno VIII (22 marzo 1800) suddivise il Prytanée in quattro collegi, situati il primo nei locali dello stesso Prytanée a Parigi, il secondo a Fontainebleau, il terzo a Versailles e il quarto a Saint-Germain-des-Prés..

### IlPrytanée Militaire(1808-oggi)

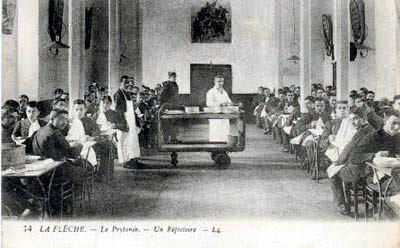
Studenti del Prytanée a pranzo intorno al 1900

Il 24 marzo 1808, Napoleone ribattezzò la scuola "Prytanée Militaire", con un riferimento classico all'istituto greco del pritaneo, un organo esecutivo che costituiva il cuore religioso e politico delle antiche città greche. Quando Napoleone si era trasferito a Fontainebleau per stabilire la sua corte, aveva deciso di trasferire l'"École Spéciale Militaire de Fontainebleau" a Parigi, e il "Prytanée de Saint-Cyr" a La Flèche. Da allora vari nomi furono adottati per la scuola, come "École royale militaire" (1814-1830), "Collège royal militaire" (1831-1848), "Collège national militaire" (1848-1853), "Prytanée impérial militaire" (1853-1870), "Prytanée militaire" e "Prytanée national militaire" (dal 1870).
Durante la seconda guerra mondiale nel 1940, il Prytanée dovette essere trasferito per alcuni anni successivamente a Billom, Valence e poi Briançon.

## Oggi

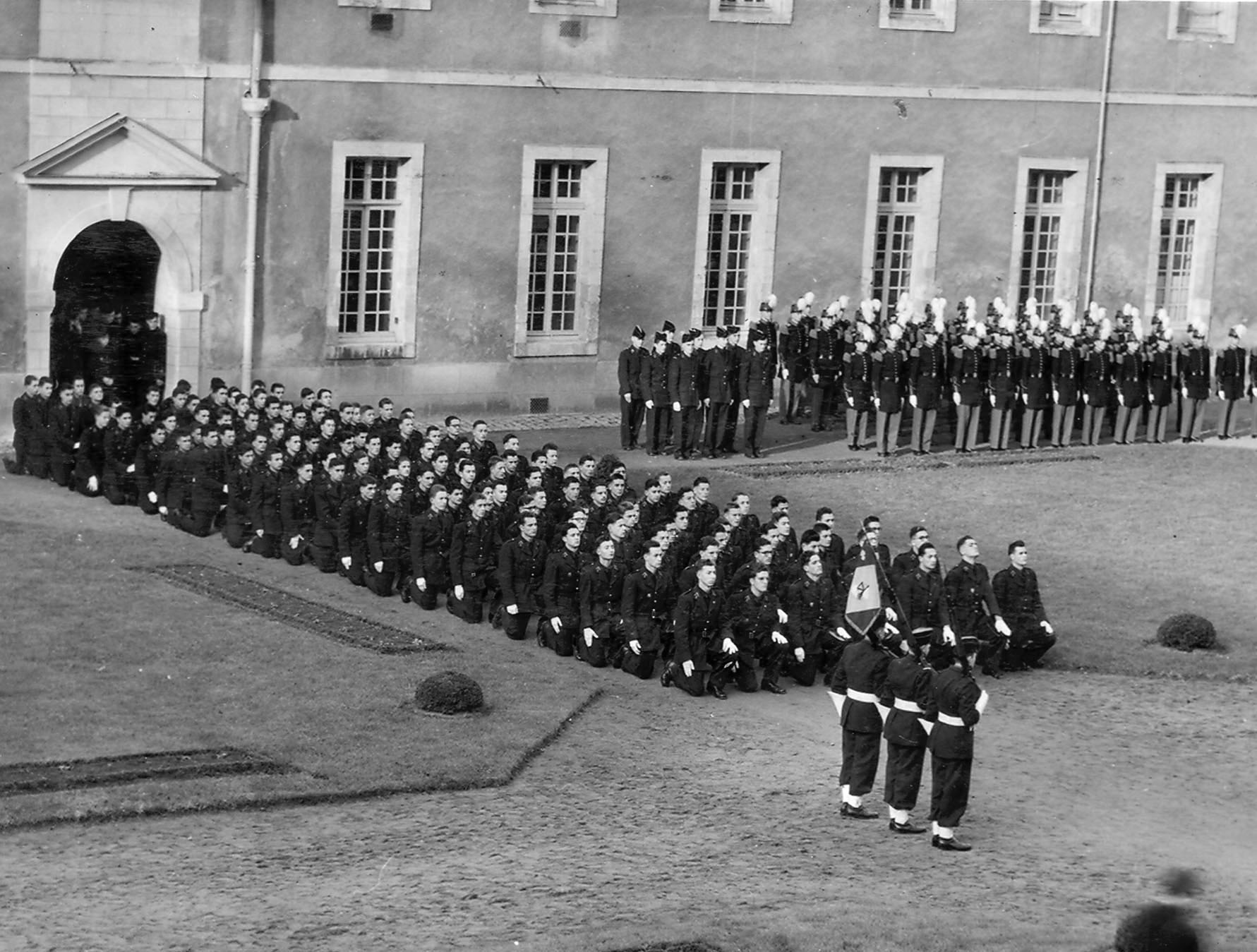
Cerimonia del giuramento, per studenti del Prytanée che si preparano per lÉcole de Saint-Cyr (ca. 1950).

Oggi il Prytanée inizia dal livello della scuola superiore, e ha classes préparatoires, cioè, classi preparatorie per l'ammissione agli esami delle grande école francesi di élite, quali l'École polytechnique, l'École Navale della marina, l'École de Saint-Cyr dell'esercito, l'École de l'Air dell'aeronautica e varie scuole civili di specializzazione in ingegneria o commercio.
Gli studenti della scuola sono soprannominati "Brutions", come riferimento classico alla regione del Bruttium nell'Italia romana, i cui abitanti erano famosi per la loro rudezza e il loro spirito combattivo.